# Манчини, Алессандро
Алессандро Манчини (итал. Alessandro Mancini; род. 4 октября 1975, Сан-Марино) — политический деятель Сан-Марино, дважды капитан-регент Сан-Марино. С 1 апреля по 1 октября 2007 года и с 1 апреля по 1 октября 2020 года.

## Биография
Алессандро Манчини родился в октябре 1975 года в столице государства Сан-Марино.
Он вступил в Социалистическую партию Сан-Марино в 1992 году и был избран руководителем партии в 1997 году. В 2005 году после объединения Социалистической партии и Демократической партии родилась Партия социалистов и демократов. в котором он был подтвержден в качестве члена политического секретариата партии. 4 июня 2006 года он был впервые избран в парламент республики от Партии социалистов и демократов. После появления политических разногласий он покидает партию. 30 сентября 2009 года родилась Сан-маринская реформистская социалистическая партия, в которой он является основателем и членом политического секретариата. На общеполитических выборах 11 ноября 2012 года он был переизбран в Большой и Генеральный совет в рядах Социалистической партии. С 2014 по 2019 год он занимал должность президента парламентской группы Социалистической партии.
Весной 2007 года он впервые был избран на полгода на пост капитан-регента Сан-Марино. Во второй раз он этот пост занял весной 2020 года. Избран был в середине марта 2020 года.

## Личная жизнь
Алессандро Манчини женат и имеет дочь. По образованию он электронщик.

## Факты
- Алессандро Манчини в период своего первого правления был одним из самых молодых руководителей глав государств и правительств в современном мире.